# Marcelo Filippini
Marcelo Filippini (Montevideo, 4 augustus 1967) is een voormalig professionele Uruguayaanse tennisspeler. Filippini won in zijn loopbaan vijf ATP-toernooien en stond daarnaast in nog eens vijf finales.In het dubbelspel was hij drie keer succesvol en tweemaal verliezend finalist.

## Palmares

#### Enkelspel
| Legenda                       | Legenda               |
| ----------------------------- | --------------------- |
| Grand Slam                    |                       |
| Olympische Spelen             |                       |
| tot 2009                      | vanaf 2009            |
| Tennis Masters Cup            | ATP Finals            |
| ATP Masters Series            | ATP Tour Masters 1000 |
| ATP International Series Gold | ATP Tour 500          |
| ATP International Series      | ATP Tour 250          |

| Nr.              | Datum             | Toernooi         | Ondergrond | Tegenstander in finale | Score            | Details |
| ---------------- | ----------------- | ---------------- | ---------- | ---------------------- | ---------------- | ------- |
| Gewonnen finales |                   |                  |            |                        |                  |         |
| 1.               | 17 juli 1988      | ATP Båstad       | Gravel     | Francesco Cancellotti  | 2-6, 6-4, 6-4    | Details |
| 2.               | 13 augustus 1989  | ATP Praag        | Gravel     | Horst Skoff            | 7-5, 7-6         | Details |
| 3.               | 12 juni 1994      | ATP Florence     | Gravel     | Richard Fromberg       | 3-6, 6-3, 6-3    | Details |
| 4.               | 4 mei 1997        | ATP Atlanta      | Gravel     | Jason Stoltenberg      | 7-6(2), 6-4      | Details |
| 5.               | 25 mei 1997       | ATP Sankt Pölten | Gravel     | Patrick Rafter         | 7-6(2), 6-2      | Details |
| Verloren finales |                   |                  |            |                        |                  |         |
| 1.               | 25 september 1988 | ATP Bari         | Gravel     | Thomas Muster          | 6-2, 1-6, 5-7    | Details |
| 2.               | 11 november 1990  | ATP Itaparica    | Hardcourt  | Mats Wilander          | 1-6, 2-6         | Details |
| 3.               | 5 mei 1991        | ATP Madrid       | Gravel     | Jordi Arrese           | 2-6, 4-6         | Details |
| 4.               | 28 mei 1995       | ATP Bologna      | Gravel     | Marcelo Ríos           | 2-6, 4-6         | Details |
| 5.               | 21 april 1996     | ATP Bermuda      | Gravel     | MaliVai Washington     | 7-6(6), 4-6, 5-7 | Details |

### Dubbelspel
| Nr.                           | Datum           | Toernooi              | Ondergrond | Partner         | Tegenstanders in finale            | Score         | Details |
| ----------------------------- | --------------- | --------------------- | ---------- | --------------- | ---------------------------------- | ------------- | ------- |
| Gewonnen finales heren dubbel |                 |                       |            |                 |                                    |               |         |
| 1.                            | 2 oktober 1988  | ATP Palermo           | Gravel     | Carlos di Laura | Alberto Mancini Christian Miniussi | 6-2, 6-0      | Details |
| 2.                            | 14 juni 1992    | ATP Florence          | Gravel     | Luiz Mattar     | Royce Deppe Brent Haygarth         | 6-4, 6-7, 6-4 | Details |
| 3.                            | 6 november 1994 | ATP Montevideo        | Gravel     | Luiz Mattar     | Sergio Casal Emilio Sánchez        | 7-6, 6-4      | Details |
| Verloren finales heren dubbel |                 |                       |            |                 |                                    |               |         |
| 1.                            | 22 april 1990   | ATP-toernooi van Nice | Gravel     | Horst Skoff     | Alberto Mancini Yannick Noah       | 4-6, 6-7      | Details |
| 2.                            | 11 oktober 1992 | ATP Athene            | Gravel     | Mark Koevermans | Tomás Carbonell Francisco Roig     | 3-6, 4-6      | Details |

## Prestatietabel
| Legenda | Legenda                          |
| ------- | -------------------------------- |
| g.t.    | geen toernooi gehouden           |
| l.c.    | lagere categorie                 |
| –       | niet deelgenomen                 |
| G       | uitgeschakeld in de groepsfase   |
| 1R      | uitgeschakeld in de eerste ronde |
| 2R      | uitgeschakeld in de tweede ronde |
| 3R      | uitgeschakeld in de derde ronde  |
| 4R      | uitgeschakeld in de vierde ronde |
| KF      | uitgeschakeld in de kwartfinale  |
| HF      | uitgeschakeld in de halve finale |
| F       | de finale verloren               |
| W       | het toernooi gewonnen            |
| w-v     | winst/verlies-balans             |

### Prestatietabel grand slam, enkelspel
| Toernooi        | 1988 | 1989 | 1990 | 1991 | 1992 | 1993 | 1995 | 1996 | 1997 | 1998 | 1999 |
| --------------- | ---- | ---- | ---- | ---- | ---- | ---- | ---- | ---- | ---- | ---- | ---- |
| Australian Open | –    | –    | –    | –    | –    | 2R   | –    | –    | –    | 1R   | –    |
| Roland Garros   | 2R   | 1R   | 2R   | 2R   | 4R   | 1R   | 1R   | –    | 1R   | 1R   | KF   |
| Wimbledon       | –    | –    | –    | –    | –    | –    | –    | –    | 1R   | 1R   | 1R   |
| US Open         | –    | –    | 1R   | –    | –    | –    | –    | 1R   | 2R   | 2R   | 1R   |

## Trivia
Tijdens het ATP-toernooi van Casablanca in 1996 in de 1e ronde speelden Filippini en Alberto Berasategui de langste game uit de ATP Tour geschiedenis.
De game duurde 28 minuten en men kwam 20 keer tot deuce. Berasategui won de wedstrijd uiteindelijk met 6-2, 6-3.